# Gartnait
Gartnait ou Gauiach Diuberr  roi pseudo historique des Pictes de la fin du IVe siècle.
Gartnait succède à Uuradech Uecla et règne sans doute à la fin du IVe siècle bien que le règne de 40 ou 60 ans qui lui est attribué par les différentes listes soit improbable. Il a comme successeur Talorc mac Achiuir. De son côté la liste de Jean de Fordun lui accorde un règne de 60 ans entre Uuradech  et un certain Hurgust f. Forgo qu'il associe avec la légende de Saint-André , 